# Белла Риасс
Белла Риасс — российско-израильская певица, поэт, музыкант, автор-исполнитель родом из Екатеринбурга, лидер и автор песен групп «Степень Неба», «ТарантинА», ныне выступающая под своим именем (инди-рок группа «Белла Риасс»).

## История
Официальная история группы началась с выхода альбом «Разбег» в 2009 г. Запись своих песен на студии «ВавилонЗвук», начатая Беллой Риасс как акустическая, завершилась полноценным альбомом. В процессе записи присоединились музыканты Сергей Смирнов (бас), Ирина Марчук (клавиши, бэк вокал), Сергей Выжанов (барабаны), Евгений Бойкачев (гитара), а перед первым выступлением группа придумала себе название «Степень Неба». Это название группы было придумано лидером группы совершенно случайно, и она затрудняется объяснить, что оно означает, и почему и откуда взялось. Но музыкантам показалось, что это то, о чём и для чего играются их песни.
В 2011 и 2012 годах группа стала региональным финалистом международного фестиваля «Emergenza». Группа выпустила мини-альбом «Степень Неба» и сингл «Люди любят любить».
К 2013 году состав группы за исключением автора песен поменялся полностью: в 2010 году пришёл Дмитрий Миляев (бас), Андрей Горбунов (барабаны), Станислав Лапин (гитара), Елена Углова (домра, клавиши). В январе этого года Белла начала сотрудничество с Андреем Котовым (ex-Агата Кристи) в качестве музыкального продюсера и барабанщика, и группа сменила название на «ТарантинА». Вышел мини-альбом «Делать Чудеса».
В 2014 году к группе присоединялся Евгений Шипунов (гитара, бэк-вокал). Группа записала мини-альбом «Новый день».
В 2016 году на барабанах в группе начал играть Максим Касьянов, а на скрипке — Элина Алыпова. Группа записала сингл «Чужие правила».
С 2017 года состав группы остался неизменен. Появился свой формат концертов (музыкально-поэтический спектакль). Позже музыканты решили сменить название группы на «Белла Риасс», чтоб не разделять музыкальную и поэтическую деятельность проекта и сольных концертов Беллы Риасс.
Песни группы звучали на 10 радиостанциях, группа активно выступала в клубах Екатеринбурга, Тюмени, Кургана, Перми, Озерска, Санкт-Петербурга, Москвы, Челябинска. Группа неоднократно принимала участие в различных всероссийских и международных фестивалях и концертах, среди них такие крупнейшие фестивали как «Старый Новый Рок», «Уральская Ночь Музыки», «Уральский Рубеж», «Завтра лето», «Катись Квадрат», «Екат-WOODSTOCK-Транзи», «Иллюминатор». Группа выступала на одной сцене с рядом известных коллективов, среди которых такие группы как «Обе Две», «АлоэВера», «Сансара», «Король и Шут», «Мураками», Татьяна Зыкина, Настя Полева, «Смысловые Галлюцинации».
В 2019 группа записала мини-альбом «Всю Жизнь».
В 2022 вышел мини-релиз «Ласточка, я с тобой». В том же году Белла Риасс переехала в Израиль.
В 2023 году Белла собрала новый состав, в который вошли гитарист Глеб Лубянский и клавишница Валерия Галанская, и возобновила концертную деятельность. Запущен новый официальный сайт. Популярность в интернете получили написанные в день трагических событий 7 октября стихи «Как вы там?». Белла записала на эти стихи песню и сняла видео-клип. Песня и видеоклип «Как вы там» были представлены на телевидении и радиостанциях. Видеоклип также был включён в экспозицию фотовыставки «Война. Взгляд изнутри» фотографа Александра Ханина. В том же году Белла Риасс дала концерты в Вене (Австрия) и Братиславе (Словакия).
В 2024 группа выступила в клубах, в театре различных израильских городов — Хайфа, Акко, Беер-Шева, Гедера, Ашдод, Тель-Авив, Рамат-Ган, Иерусалим, Бат-Ям, Йокнеам, Ашкелон, Мигдаль-ха-Эмек и других. Группа выпустила на стрим-площадках новые песни. Песни и клипы звучали на радио и телевидении. Весной этого же года Белла Риасс выступила вместе с блюзовым гитаристом Юрием Наумовым, где под его музыку Белла Риасс читала свои стихи.
В 2025 году вышел мини-альбом «ТарантинА». Группа продолжала давать концерты по стране и приняла участие в рок-фестивале MiliFest-3. В мае Белла Риасс выступила на поэтическом вечере Театра «Мир» по приглашению его основателей — Иосифа Райхельгауза и Владимира Гурфинкеля. К уже обширному списку израильских городов, в которых Белла Риасс выступала сольно или в составе группы, добавились Эйлат, Нагария, Кирьят-Ям, Нетания, Кармиэль и Шаар-Эфраим. Белла неоднократно появлялась на различных радиостанциях, где давала интервью и выступала с живым исполнением. В июне того же года во время одного из таких эфиров она объявила о предстоящем выходе нового альбома «За кем так несется ветер?».

## Состав группы
В составе группы играют или играли:
- Белла Риасс — вокал, автор песен и стихов, аранжировка, клавиши
- Дмитрий Миляев — бас-гитара, гитара, аранжировка (с 2010)[1][16][17]
- Евгений Шипунов — гитара, бэк-вокал, аранжировка (с 2014)[17]
- Элина Алыпова — скрипка (с 2016)[17]
- Андрей Котов — барабаны, продюсирование, аранжировка (с 2013)[16][17][18]
- Максим Касьянов — барабаны (2016—2017)[17]
- Сергей Смирнов — бас, аранжировка (2009—2010)
- Ирина Марчук — клавиши, бэк-вокал, (2009—2010)
- Сергей Выжанов — барабаны (2009)
- Евгений Бойкачев — гитара (2009)
- Олег Шамич — гитара (2010)
- Стас Лапин — гитара, бэк-вокал (2010—2014)[1][16]
- Алексей Савчук — барабаны (2009—2010)
- Андрей Горбунов — барабаны (2010—2013)[1]
- Елена Углова — домра, клавиши (2010—2012)[1]
- Денис Панков — гитара, бэк-вокал (2013—2014)[16]
- Валерий Вильчинский — звукорежиссёр, запись, сведение, гитара, бэк-вокал (2009—2013)[1][19][20]
- Игорь Черенков — звукорежиссёр, запись (2017—2022)[17]
- Валерия Галанская — клавиши, бэк-вокал (с 2023)
- Глеб Лубянский — гитара (с 2023)

## Дискография

### Студийные альбомы
- «Разбег» (Степень Неба, 2010)[21]
  1. «Босиком за»
  2. «На Марс»
  3. «Белый кит»
  4. «Избыто»
  5. «Я вернусь (телефон)»
  6. «Я вернусь»
  7. «Взлетаем»
  8. «Паровоз»
  9. «Как тебе живется»
  10. «Да пошло оно!»
  11. «Нам не спишут»
  12. «То, что дарит свет»
  13. «Пауза»
  14. «Босиком за» (2010 ver.)
- «За кем так несется ветер?» (2025)

### Мини-альбомы (EP)
- «Степень Неба» (2011)
  1. «Человеческое Племя»
  2. «Escape»
  3. «Слышать воздух»
  4. «Спасибо»
- «Делать Чудеса» (ТарантинА, 2013)
  1. «Делать Чудеса»
  2. «Взлетаем»
  3. «Расстрел»
  4. «Я выбираю летать»
  5. «Улыбайся, Принцесса»
- «Всю Жизнь» (2019)[22]
  1. «Сон этим летом»
  2. «Всю Жизнь»
  3. «Давай целоваться»
- «Ласточка, я с тобой» (2022)[23]
  1. «Ласточка, я с тобой»
  2. «Сказали»
- «ТарантинА» (2025)[24]
  1. «Еще Живой»
  2. «Escape»
  3. «У Капитанов»
  4. «Улыбайся, Принцесса»
  5. «Чужие Правила»

### Синглы
- «Люди любят любить» (2012)
- «Чужие правила» (2016)
- «Привет» (2020)[25]
- «Слышать воздух»(2020)[26]
- «Никто не пойдет на войну»(2021)[27]
- «Можно не жить. Надо…»(2023)[28]
- «Как вы там?»(2023)[29]
- «Эта женщина»(2024)[30]

## Видеоклипы
- Сон этим летом (2019)
- Слышать воздух (2020)
- Давай целоваться (2020)
- Можно не жить. Надо... (2021)
- Сказали (2022)
- Ласточка, я с тобой (2022)
- Привет (2023)
- Как вы там? (2023)

## Стихи
Помимо песен Белла Риасс пишет и читает стихи, выступая на поэтических мероприятиях. Чтение стихов является также неотъемлемой частью концертов группы.
В 2013 году стихи Беллы Риасс были включены в поэтическую антологию «Сны Просперо» куратором которого был Наум Блик. Среди авторов этого сборника — поэт и критик Константин Комаров, который отметил в своей рецензии, что стихи Беллы Риасс «воздействуют на спинной мозг раньше, чем на головной».
В 2018 году вышла книга стихов и песен Беллы Риасс «Я буду делать чудеса» с графическими иллюстрациями талантливых художников и QR кодами, по которым можно прослушать песни и стихи в исполнении автора.
С 2021 года Белла Риасс начала выпуск видео-клипов на стихи с музыкальным сопровождением:
- Ты - моя повесть о счастье (2021)
- Это как не прятаться от дождя (2022)
- На твоей глубине (2024)

## СМИ
В июне 2010 года группа дала интервью, посвящённое выходу дебютного альбома «Разбег», интернет-каналу Weburg. В последующий период развития коллектива состоялось несколько эфиров на радио и телевидении .
В марте 2014 года группа, уже выступающая под названием «ТарантинА», была приглашена на радиостанцию «Наше радио» в программу «Живые» с ведущим Семеном Чайкой . Во время двухчасового эфира коллектив представил новую концертную программу в обновлённом звучании. В рамках выступления был анонсирован сбор средств на платформе Планета.ру для записи альбома. После эфира композиции «Ещё живой», «Я буду делать чудеса» и «Улыбайся, Принцесса» стали визитной карточкой группы «ТарантинА».
В 2017 году на портале крупнейшего музыкального фестиваля России Ural Music Night была опубликована статья под названием «Рождение танцующей звезды», посвящённая творчеству Беллы Риасс и её группы. В материале освещались съёмки видеоклипов на песни «Давай целоваться»" и «Трогали, огибали» , а также выход альбома «Разбег».
В дальнейшем, по мере развития творческой деятельности, Белла Риасс как сольно, так и с группой регулярно появлялась в различных телеэфирах и телепередачах, где исполняла свои композиции, делилась планами и принимала участие в тематических обсуждениях.
В 2021 году группа Беллы Риасс стала гостьей федерального телеканала «Крик ТВ», выступив в передаче «Телевизионный Продюсерский Центр» с ведущим Александром Игнатовым.
В 2023 году песни Беллы Риасс вошли в ротацию на Первом Радио Израиля. В декабре того же года состоялась премьера нового клипа «Как вы там?», посвящённого трагическим событиям 7 октября. Клип был показан на израильском телеканале «9 канал». В рамках премьеры состоялось интервью с артисткой, которое вёл ведущий Борис Белодубровский в прямом эфире. На портале HaifaRu была опубликована рецензия на клип. Премьера песни также состоялась на Первом радио Израиля, где Белла Риасс дала интервью ведущему и композитору Владу Зерницкому. Песня была представлена и в прямом эфире на государственном радио Кан-РЭКА, где с Беллой Риасс беседовала ведущая Татьяна Барская. Также Израильское издание на иврите Colbo News опубликовало статью, посвящённую Белле Риасс и её клипу «Как вы там?».
В 2024 году песни группы Беллы Риасс были включены в ротацию на популярной израильской радиостанции «Лучшее радио 106.4». В октябре того же года на государственной радиостанции Кан-РЭКА состоялся двухчасовой эфир с участием Беллы Риасс в авторской программе «Полная иллюминация» ведущего Игоря Харифа.
В 2025 году Белла Риасс неоднократно принимала участие в радиопрограммах, где исполняла свои песни и давала интервью. В апреле она стала гостьей передачи «Ночная смена» на радио КАН-РЭКА, где вместе с фотохудожницей Диной Бовой рассказала о творческом сотрудничестве, совместном концерте в Доме искусств Bo House, а также о работе над новым рок-поэтическим альбомом. В ходе эфира были представлены несколько композиций из будущего альбома. В мае того же года режиссер Сергей Миров опубликовал рецензию на концерт Беллы Риасс в издании «Новости Кармиэля», в которой охарактеризовал её как «настоящего поэта» и «мастера жанра». В том же месяце состоялся двухчасовой прямой эфир на радиостанции «Лучшее Радио» с ведущей Лерой Галициной. А в июне Белла была приглашена на «Первое Радио 89.1 FM» для участия в часовом прямом эфире авторской программы Влада Зерницкого «Гостинный Двор». В рамках обеих передач прозвучали песни и стихотворения Беллы Риасс в её собственном живом исполнении.